# Vasili Kolpakov
Vasili Jefimovitsj Kolpakov (Russisch: Василий Ефимович Колпаков) (Moskou, 3 april 1919 - 1983) was  een basketbalspeler, die speelde voor het basketbalteam van de Sovjet-Unie. Hij werd meester in de sport van de Sovjet-Unie in 1947. Hij kreeg de onderscheiding Geëerde Coach van de Sovjet-Unie.

## Carrière
Kolpakov begon zijn carrière bij Metalloerg Moskou in 1935. In 1939 verhuisde hij naar Dinamo Moskou. Met die club won hij één keer het landskampioenschap van de Sovjet-Unie in 1948. Ook verloor hij de finale om de USSR Cup in 1950. In 1951 stopte Kolpakov met basketbal.

## Trainers carrière
Vanaf 1952 t/m 1974 werkte Kolpakov als coach van de heren, (MBK Dinamo Moskou) en de vrouwen (ŽBK Dinamo Moskou). In 1944 werd Kolpakov landskampioen van de Sovjet-Unie met ŽBK Dinamo Moskou. In 1959 was hij hoofdcoach van RSFSR Moskou en won hij het Landskampioenschap van de Sovjet-Unie. Van 1954-1955 was Kolpakov assistent coach van het mannen basketbalteam van de Sovjet-Unie. Hij won als assistent coach brons in 1955 op het Europees kampioenschap. Ook was Kolpakov van 1968 tot 1974 assistent coach van het vrouwen basketbalteam van de Sovjet-Unie. Hij won als assistent coach één keer goud op het Wereldkampioenschap in 1971 en vier keer goud op het Europees Kampioenschap in 1968, 1970, 1972 en 1974.

## Erelijst
- Landskampioen Sovjet-Unie: 1
  - Winnaar: 1948
  - Tweede: 1944
  - Derde: 1946
- Bekerwinnaar Sovjet-Unie:
  - Runner-up: 1950
- Europees Kampioenschap: 2
  - Goud: 1947, 1951

## Speler
3 Oesjakov ·
4 Kolpakov ·
5 Butautas ·
6 Lõssov ·
7 Aleksejev  ·
8 Dzjordzjikia ·
9 Konev ·
10 Korkia ·
11 Kullam ·
12 Kulakauskas ·
13 Lagunavičius ·
14 Moisejev ·
15 Petkevičius ·
16 Tarasov ·
Coach: Tsetlin
· Assistent-coach: Spandarjan
· Assistent-coach: 
3 Vlasov ·
4 Kolpakov ·
5 Nikitin ·
6 Lõssov  ·
7 Kruus ·
8 Larionov ·
9 Konev ·
10 Korkia ·
11 Kullam ·
13 Moisejev ·
14 Butautas ·
15 Belov ·
19 Lagunavičius ·
Mamontov ·
Coach: Spandarjan
· Assistent-coach: Razzjivin
· Assistent-coach: 

## Coach
3 Vlasov ·
4 Resjetnikov ·
5 Siliņš ·
6 Stonkus ·
7 Petkevičius ·
8 Botsjkarjov ·
9 Konev ·
10 Korkia  ·
11 Lauritėnas ·
12 Ozerov ·
13 Moisejev ·
14 Laga ·
15 Torban ·
16 Semjonov ·
Coach: Travin
· Assistent-coach: Kolpakov
· Assistent-coach: 
4 Bareikitė ·
5 Pyrkova ·
6 Antipina ·
7 Salimova ·
8 Tsjijanova  ·
9 Koekanova ·
10 Zacharova ·
11 Smildziņa ·
12 Voronina ·
13 Boebtsjikova ·
14 Semjonova ·
15 Sjvetsova ·
Coach: Aleksejeva
· Assistent-coach: Kolpakov
· Assistent-coach: 
4 Krestianinova ·
5 Kobzeva ·
6 Sjvetsova ·
7 Goeseva ·
8 Ovetsjkina ·
9 Koekanova ·
10 Dmitriejeva ·
11 Zacharova  ·
12 Voronina ·
13 Boebtsjikova ·
14 Semjonova ·
15 Ferjabnikova ·
Coach: Aleksejeva
· Assistent-coach: Kolpakov
· Assistent-coach: 
4 Rupšienė ·
5 Kobzeva ·
6 Koervjakova ·
7 Lemechova ·
8 Semjonova ·
9 Vinčaitė ·
10 Dmitriejeva ·
11 Zacharova  ·
12 Ferjabnikova ·
13 Goeseva ·
14 Dauniene ·
15 Klymova ·
Coach: Aleksejeva
· Assistent-coach: Kolpakov
· Assistent-coach: 
4 Rupšienė ·
5 Kobzeva ·
6 Koervjakova ·
7 Koezmina ·
8 Ovetsjkina ·
9 Krestianinova ·
10 Semjonova ·
11 Zacharova  ·
12 Ferjabnikova ·
13 Goeseva ·
14 Soecharnova ·
15 Klymova ·
Coach: Aleksejeva
· Assistent-coach: Kolpakov
· Assistent-coach: 
4 Soecharnova ·
5 Ovtsjinnikova ·
6 Koervjakova ·
7 Barisjeva ·
8 Ovetsjkina ·
9 Koeznetsova ·
10 Semjonova ·
11 Zacharova  ·
12 Ferjabnikova ·
13 Sjoevajeva ·
14 Dauniene ·
15 Klymova ·
Coach: Aleksejeva
· Assistent-coach: Kolpakov
· Assistent-coach: 